# Aluona (přítok Nevėžisu)
Aluona je řeka ve střední Litvě. Většina toku je na území okresu Kėdainiai, dva nevelké úseky na dolním toku zasahují do okresu Kaunas. Teče zpočátku směrem severovýchodním, na sever od Paaluonysu se stáčí k jihu, protéká Paaluonysem, stáčí se k východu a u vsi Rudakiai k jihovýchodu, po soutoku s levým přítokem Sakuona opět k východu. Protéká západním okrajem obce Skaistgiriai, kde po soutoku s levým přítokem Sakuonupis se stáčí k jihu, protéká rybníkem, zasahuje do severního okraje okresu Kaunas, kde se záhy po soutoku s pravým přítokem Žąsinas stáčí na východ, u vsi Lazdynė protéká dalším rybníkem, již na území Hydrografické rezervace Aluonos hidrografinis draustinis, a u vsi Vikūnai (na sever od obce Panevėžiukas) se vlévá do Nevėžisu jako jeho pravý přítok, 33,0 km od jeho ústí do Němenu. Průměrný spád je 216 cm/km. Na dolním toku teče hluboce vymletým údolím se sesouvajícími se břehy.

## Přítoky
- Levé:

| Hydrologické pořadí | Řeka                      | Délka (km) | Povodí (km²) | Vzdálenost od ústí (km) | Ústí kde     | Koordináty ústí |
| ------------------- | ------------------------- | ---------- | ------------ | ----------------------- | ------------ | --------------- |
| 13011151            | Mėlupis                   | 3,4        | 4,0          | 24,4                    |              |                 |
| 13011152            | Sakuona                   | 7,7        | 6,8          | 19,2                    | Paaluonė     |                 |
| 13011153            | Sakuonupis neboli Sakuona | 8,2        | 11,3         | 15,5                    | Skaistgiriai |                 |
|                     | Kriausupys                |            |              |                         | Bajėnai I    |                 |

- Pravé:

| Hydrologické pořadí | Řeka     | Délka (km) | Povodí (km²) | Vzdálenost od ústí (km) | Ústí kde  | Koordináty ústí |
| ------------------- | -------- | ---------- | ------------ | ----------------------- | --------- | --------------- |
|                     | Dargė    |            |              |                         | Paaluonys |                 |
|                     | Leštupys |            |              |                         | Paaluonė  |                 |
| 13011154            | Žąsinas  | 12,8       | 48,0         | 8,3                     |           |                 |

## Obce při řece
- Paaluonys, Šaravai, Skaistgiriai, Bajėnai I